# Walter Soomer
Walter Soomer, eigentlich Ernst Albrecht Walter Scholz, (* 12. März 1878 in Liegnitz, Schlesien; † 6. August 1955 in Leipzig) war ein deutscher Opernsänger (Bassbariton) und Gesangspädagoge.

Walter Soomer

## Leben
Soomer begann an der Humboldt-Universität zu Berlin Philosophie zu studieren. Nach kurzer Zeit brach er dieses Studium ohne Abschluss ab und absolvierte eine Gesangsausbildung. Mit 24 Jahren kam er ans Stadttheater Colmar und konnte dort erfolgreich debütieren. Noch im selben Jahr wurde er für vier Jahre an das Stadttheater Halle verpflichtet.
Zwischen 1906 und 1927 sang Soomer am Leipziger Opernhaus; unterbrochen nur durch regelmäßige Auftritte am sächsischen Opernhaus in Dresden und an der Metropolitan Opera in New York. Ab 1906 wirkte Soomer auch regelmäßig bei den Bayreuther Festspielen mit.
Auch an anderen großen europäischen Opernhäusern gab Soomer gelegentlich Gastauftritte und diese sind auch fast alle durch Schallplattenaufnahmen dokumentiert. Nach dem Ersten Weltkrieg widmete sich Soomer fast ausschließlich dem Werk Richard Wagners und wechselte dafür in den Bass. Als sich Soomer von der Bühne zurückzog, ließ er sich in Leipzig nieder und gründete dort eine private Gesangsschule.
Nach dem Zweiten Weltkrieg wirkte Soomer auch als Regisseur, konnte aber (auch als Sänger) nicht mehr an seine früheren Erfolge anknüpfen.
Walter Soomer war zeitweilig mit der Sopranistin Aline Sanden verheiratet.

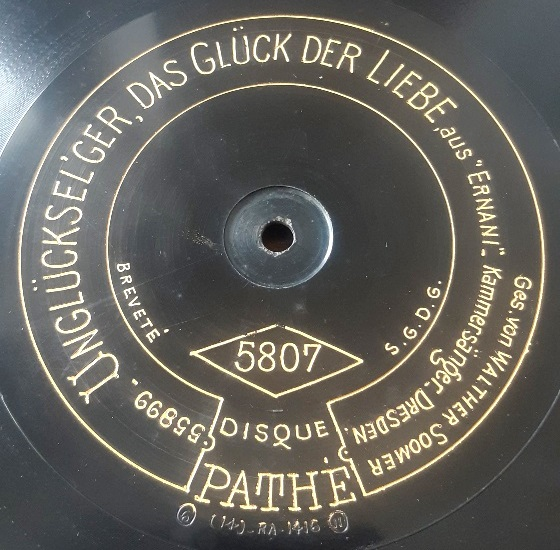
Schallplatte von Walter Soomer (Dresden 1912)

Er hinterließ Schallplatten für Polyphon (Leipzig 1906–12), G&T (Berlin 1907), Pathé (Dresden 1912), Gramophone (Berlin 1913) und Vox (Berlin 1921), dazu eine Edison-Walze (New York 1909).

## Rollen (Auswahl)
- Titurel – Parsifal (Richard Wagner)
- Marke – Tristan und Isolde (Richard Wagner)
- Heinrich – Lohengrin (Richard Wagner)
- Daland – Der fliegende Holländer (Richard Wagner)
- Wotan – Der Ring des Nibelungen (Richard Wagner)
- Hans Sachs – Die Meistersinger von Nürnberg (Richard Wagner)
- Marc – Revolutionshochzeit (Eugen d’Albert)
- Herbot – Der Stier von Olivera (Eugen d’Albert)
- Wilhelm Tell – Wilhelm Tell (Gioacchino Rossini)

## Medien
- 100 Jahre Bayreuth auf Schallplatte. Die frühen Festspiele 1896–1906. Gebhardt Musikvertrieb 2004 (12 CDs).

Der Katalog des Musikarchivs an der DNB verzeichnet 20 Aufnahmen von Soomer, darunter:
- Concert Record „Gramophon“ GC 2-44231 (mx. 3127 r): „Ha! Wohin?“ – Duett aus Tell (Rossini). Gesungen von Jacques Urlus, Opernsänger (Tenor), und Walter Soomer, Opernsänger (Bariton), mit Orchesterbegl., Kapellm. Seidler-Winkler, Leipzig.
- Monarch Record „Gramophon“ 042147 (mx. 209 s) „Lied an den Abendstern“ aus Tannhäuser (Wagner). Gesungen von Walter Soomer, Opernsänger mit Orchesterbegleitung, Kapellmeister Seidler-Winkler, Leipzig.
- Schallplatte „Grammophon“ 65 155 / 042413 (mx. 1134 s): „Gesang Wolframs und Pilgerchor“ aus Tannhäuser (Wagner). 1. Teil „Wohl wusst’ ich im Gebet sie hier zu finden“. Walter Soomer, Herzoglich-Coburgischer Kammersänger, mit Chor der kgl. Hofoper Dresden – Aufgenommen 1913.[3]
- Schallplatte „Grammophon“ 65 155 / 042414 (mx. 1133 s): „Gesang Wolframs und Pilgerchor“ aus Tannhäuser (Wagner). 2. Teil „Beglückt darf nun dich, o Heimat ich schau’n“. Walter Soomer, Herzoglich-Coburgischer Kammersänger, mit Chor der kgl. Hofoper Dresden – Aufgenommen 1913.[4]
- Schallplatte „Grammophon“ 65 156 / 042415 (mx. 1130 s): „Wotans Zorn (Nicht straf’ ich dich erst)“ aus Walküre, III. Akt (Wagner). W. Soomer, Kammersänger, Leipzig, Bariton mit Orchester – Aufgenommen Berlin, 20. August 1913.
- Schallplatte „Grammophon“ 65 156 / 042416 (mx. 1132 s): „Feuerzauber (Loge, hör’!)“ aus Walküre, III. Akt (Wagner). W. Soomer, Kammersänger, Leipzig, Bariton mit Orchesterbegleitung – Aufgenommen Berlin, 20. August 1913.[5]
- Polyphon Record Nr. 2284 (mx. 21 026): „Wohl wußt’ ich im Gebet“ aus der Oper Tannhäuser (Wagner). Walter Soomer, Kammersänger, Leipzig – Aufgenommen 1913.[6]
- Polyphon Record Nr. 2284 (mx. 21 027): „Feile Sklaven“ aus der Oper Rigoletto (Verdi). Walter Soomer, Kammersänger, Leipzig.
- Polyphon Record Nr. 12 376 (mx. 21 189) [7397]: „Die Uhr“ (Loewe). Walter Soomer, Kgl. Sächsischer Kammersänger, Dresden.